# Baron de Saumarez
Baron de Saumarez, of Saumarez in the Island of Guernsey, ist ein erblicher britischer Adelstitel in der Peerage of the United Kingdom.
Familiensitz der Barone war bis 2006 Shrubland Park bei Ipswich in Suffolk, als der jetzige Baron nach Guernsey zurückkehrte.

## Verleihung und nachgeordnete Titel
Der Titel wurde am 15. September 1831 für den berühmten Admiral Sir James Saumarez, 1. Baronet, geschaffen. Dieser hatte an vielen wichtigen Seeschlachten der Koalitionskriege teilgenommen. Außerdem hatte er über viele Jahre die Schiffe der Royal Navy in der Ostsee kommandiert. Bereits am 13. Juni 1801 war ihm in der Baronetage of the United Kingdom der fortan nachgeordnete Titel Baronet, of Guernsey, verliehen worden, nachdem er in dem Zweiten Seegefecht von Algeciras einen französisch-spanischen Verband besiegt hatte. Dieser Titel ist der älteste Baronet-Titel in dieser Baronetage, wodurch der jeweilige Baron auch Premier Baronet of the United Kingdom ist.

## Liste der Barone de Saumarez (1831)
- James Saumarez, 1. Baron de Saumarez (1757–1836)
- James Saumarez, 2. Baron de Saumarez (1789–1863)
- John St Vincent Saumarez, 3. Baron de Saumarez (1806–1891)
- James St Vincent Saumarez, 4. Baron de Saumarez (1843–1937), Schöpfer des Saumarez Parks
- James St Vincent Broke Saumarez, 5. Baron de Saumarez (1889–1969)
- James Victor Broke Saumarez, 6. Baron de Saumarez (1924–1991)
- Eric Douglas Saumarez, 7. Baron de Saumarez (* 1956)

Voraussichtlicher Titelerbe (Heir Presumptive) ist der jüngere Zwillingsbruder des jetzigen Barons, Hon. Victor Saumarez (* 1956).